# Via Mercatorum
La via Mercatorum è un insieme di sentieri e mulattiere che attraversano alcune zone della bergamasca, percorse dai mercanti nel Medioevo. Collegava la città di Bergamo con la val Brembana e la val Seriana facendole incontrare, per un percorso di circa 40 km fino alla realizzazione nel 1593, con la Serenissima della via Priula.

## Il percorso

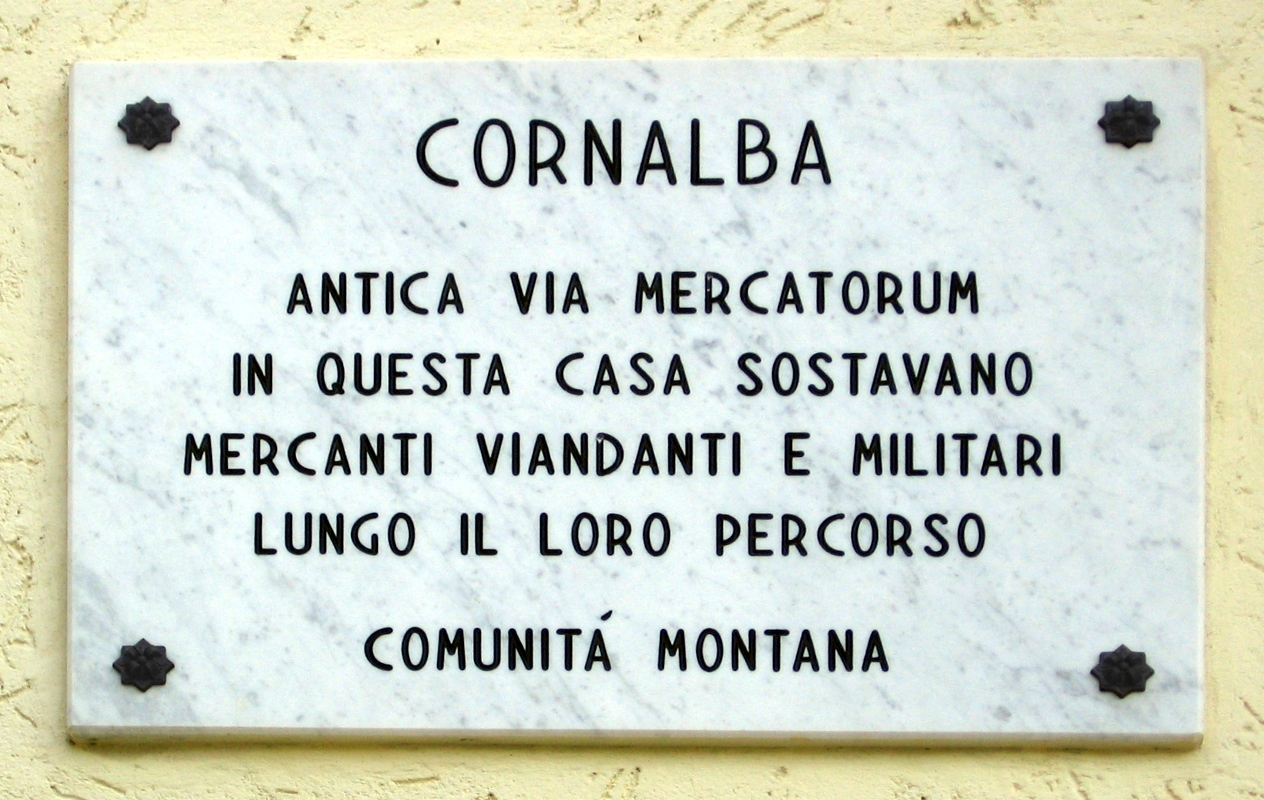
Targa a Cornalba.

Il tracciato della via Mercatorum partiva a nord della città di Bergamo, lungo la dorsale che saliva verso la bassa val Seriana, toccando i paesi di Alzano, con la sua frazione Nese, e Nembro. 
Da qui la strada saliva da Lonno a Salmezza, fino a raggiungere il valico di Selvino, proseguendo in quota nel territorio compreso tra Costa Serina, (dove ancora una frazione del comune porta il toponimo di Trafficanti), Serina e Dossena, per poi scendere sul fondovalle brembano a San Giovanni Bianco, fino ad arrivare a Cornello dei Tasso, per un totale di circa 70 km.

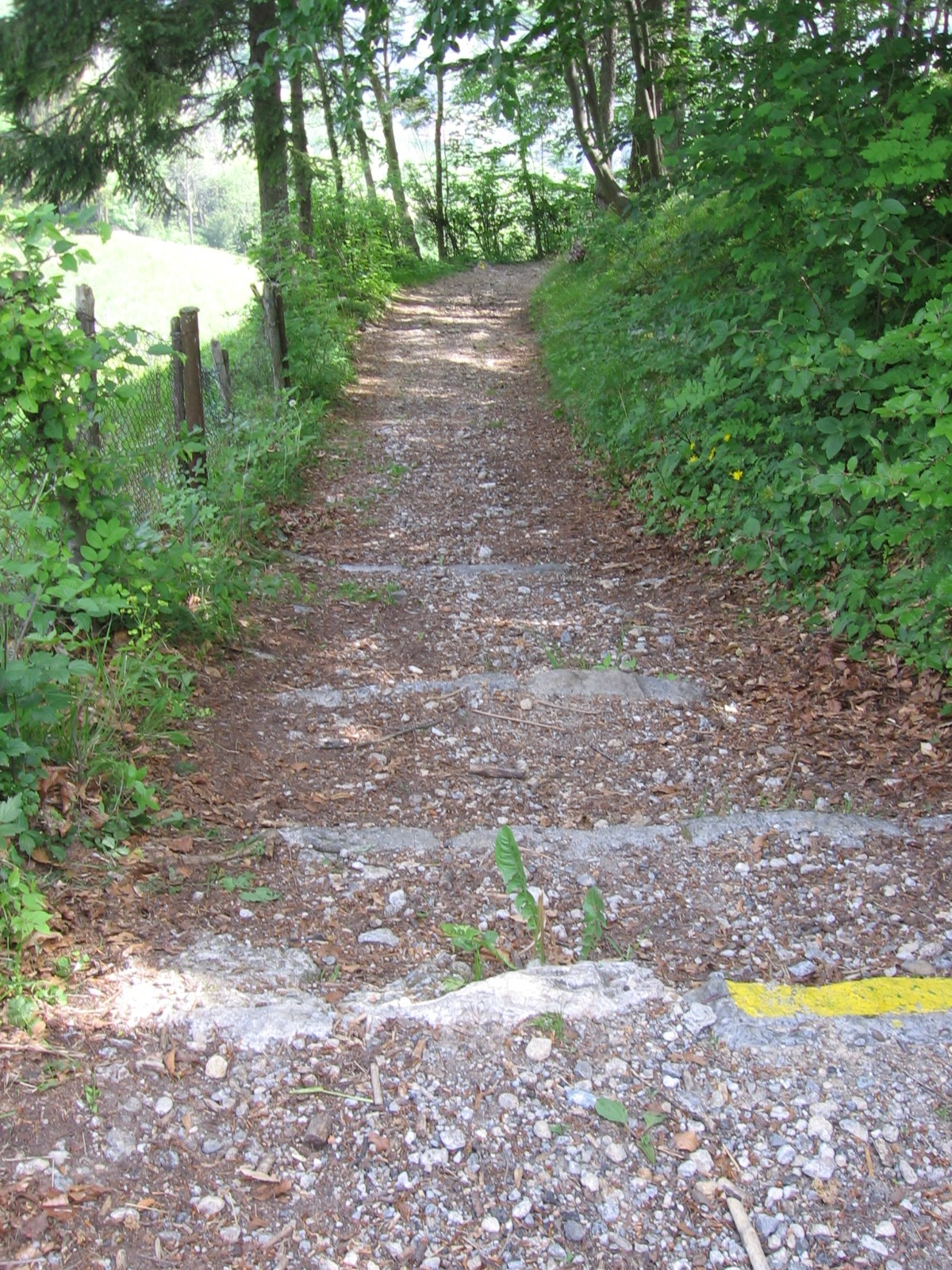
La via Mercatorum a Dossena

Questo tracciato evitava la bassa val Brembana a causa del fatto che tra Villa d'Almè e Sedrina, in località Botta, esisteva una zona a strapiombo sul fiume Brembo che impediva il passaggio a chiunque.
Si è spesso affermato che la Via Mercatorum rappresentò per vari secoli, e fino alla costruzione della Priula alla fine del Cinquecento, l’alternativa obbligata all’impossibilità di aggirare gli strapiombi rocciosi sul Brembo a Botta e a Sedrina: tale affermazione è ormai definitivamente sfatata in relazione alla documentata esistenza di altre strade che transitavano sia in quota e sia sul fondovalle brembano.
- Esisteva una mulattiera che passava per Romacolo, saliva a Poscante, quindi superava la Forcella di Nese e scendeva a Olera, in Val Seriana, quindi raggiungeva Bergamo passando per Alzano.
- C’era inoltre la strada che da Zogno saliva a Endenna, poi a Miragolo, passava per Salmezza e Selvino e scendeva ad Albino.
- Da Zogno si poteva poi raggiungere Bergamo passando per il Canto Basso, via Poscante e scendendo a Ponteranica e Sorisole.
- Una strada importante permetteva di collegare Zogno ad Almenno lungo la sponda destra del Brembo: partiva da Zogno, saliva a Ca’ Paiana, sopra le attuali Grotte delle Meraviglie, raggiungeva la sponda sinistra della Val Brembilla e l’attraversava all’incirca all’altezza del ponte detto del Capèl, quindi si dirigeva verso Almenno, superando a Clanezzo il ponte sull’Imagna, detto di Attone, un manufatto in pietra ad arcata unica, poggiante su due speroni di roccia, costruito tuttavia qualche secolo dopo l’epoca di Attone (che visse nel X secolo) in sostituzione di un altro più antico in legno.
- Vi era anche una strada tracciata sulla sponda sinistra del Brembo che da Romacolo saliva a Piazza de’ Monaci, quindi proseguiva per Stabello e raggiungeva Sedrina e poi Botta, superando in alto le rocce che scendono a strapiombo sul fiume.
- Ci doveva essere già nel medioevo anche una strada che passava più vicina al Brembo, sempre in sponda sinistra, superando il fiume sul ponte di Sedrina. Da Zogno si raggiungeva questo ponte mediante una strada che partiva dal Rissolo e passava per Ca’ Panizzolo e Linzogno. Questa via è citata anche negli Statuti di Bergamo del 1331 e nelle successive edizioni.
La Via Mercatorum  si manteneva per gran parte del percorso a un'altezza superiore ai 1000-1200 metri s.l.m., anche per evitare spiacevoli incontri con i briganti che infestavano il fondovalle brembano. Esistevano anche piccole varianti a questo che era considerato il percorso principale: tutte modificavano il punto di inizio della salita, per ricollegarsi tra loro nel fondovalle brembano.
In tal senso in documenti risalenti al XVI secolo si attesta l'esistenza di tratti che da Alzano risalivano a Nese fino alle frazioni Burro, Brumano e Monte di Nese; oppure di una via che raggiungeva l'altopiano di Selvino mediante la valle dell'Albina, in territorio di Albino.

## Storia

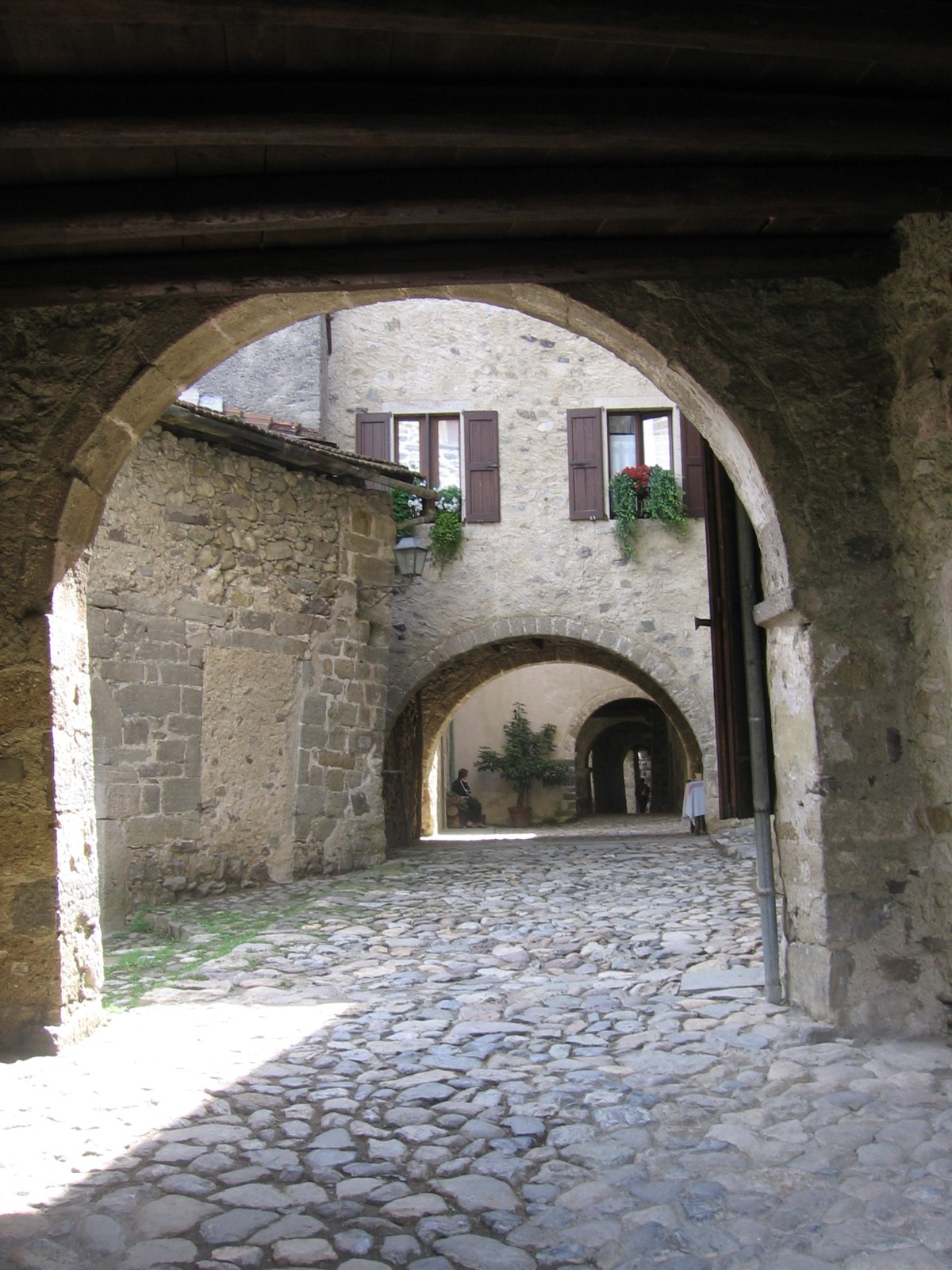
Via Mercatorum porticata a Cornello dei Tasso.

La strada prende il nome dai commerci che si svilupparono intorno alla città orobica. Dalla val Brembana e dalla val Seriana si possono infatti prendere molti sentieri, anche percorribili da parte di carri, e raggiungere numerosi passi alpini.
I primi reperti che attestano l'esistenza di questa strada risalgono al Medioevo (per la precisione al 1248) quando, nel documento  Statuta Civitatis Bergomi, si fa menzione di un tracciato, utilizzato anche per fini commerciali, che toccava i comuni di Alzano Superiore e Inferiore e Nembro, risalendo verso l'altopiano di Selvino (per viam antiquam de Selvino).
Ma il documento di maggiore importanza è indubbiamente quello, rinvenuto ad Algua, riguardante un atto notarile del 1392.
In questo si attesta, per la prima volta, l'esistenza di una "via dei mercanti" (viam mercadanti), nome utilizzato per indicare questa strada dai principali storici a partire dal XIX secolo.
Un successivo atto notarile (il Calcato di Nembro) del 1445, indica le strade presenti sul territorio di Nembro, indicandone due dirette a Serina, di cui una passante per la frazione Lonno. La manutenzione della via era garantita da tasse nei confronti dei comuni attraversati dal percorso, come attestato da un documento del 1582.
Il declino cominciò al termine del XVI secolo quando la Repubblica di Venezia costruì la via Priula per migliorare i propri commerci con la Valtellina. La via Mercatorum però non fu mai totalmente abbandonata, tanto che ancora oggi sono percorribili lunghi tratti di questa strada, a volte addirittura inglobati nella viabilità ordinaria.

## La via Mercatorum oggi
Recentemente le amministrazioni locali hanno attuato una nuova politica, volta alla rivalorizzazione dell'antica via dei mercanti. 
(Paolo Locatelli, Legambiente Bergamo)
Sia in val Seriana sia in val Brembana infatti, nonostante la parziale sovrapposizione con la viabilità moderna, il tracciato è ben conservato tanto da mantenere le proprie caratteristiche e da essere spesso utilizzato per il transito pedonale.
L'intero percorso presenta notevoli itinerari naturalistici, ma permette anche di visitare borghi storici di grande interesse tra cui quello medievale di Cornello dei Tasso, dove ebbe origine la famiglia dei Tasso, progenitori del moderno sistema postale, e che vide tra le proprie file esponenti di notevole calibro, tra cui Torquato Tasso.
È inoltre possibile visitare, nella frazione di Oneta (San Giovanni Bianco), la casa di Arlecchino.